# Municipio de York (condado de Union)
El municipio de York (en inglés: York Township) es un municipio ubicado en el condado de Union en el estado estadounidense de Ohio. En el año 2010 tenía una población de 1334 habitantes y una densidad poblacional de 13,73 personas por km².

## Geografía
El municipio de York se encuentra ubicado en las coordenadas 40°24′27″N 83°26′28″O / 40.40750, -83.44111. Según la Oficina del Censo de los Estados Unidos, el municipio tiene una superficie total de 97.13 km², de la cual 95.94 km² corresponden a tierra firme y (1.22%) 1.19 km² es agua.

## Demografía
Según el censo de 2010, había 1334 personas residiendo en el municipio de York. La densidad de población era de 13,73 hab./km². De los 1334 habitantes, el municipio de York estaba compuesto por el 97.38% blancos, el 0.52% eran afroamericanos, el 0.45% eran amerindios, el 0.37% eran asiáticos, el 0.07% eran isleños del Pacífico, el 0.07% eran de otras razas y el 1.12% pertenecían a dos o más razas. Del total de la población el 0.97% eran hispanos o latinos de cualquier raza.